# Manfred Weber
Manfred Weber (nascut el 14 de juliol de 1972 a Niederhatzkofen) és un polític alemany i membre del Parlament Europeu de Baviera amb la Unió Social Cristiana de Baviera, part del Partit Popular Europeu. És també diputat del Parlament Europeu i col·labora a la Comissió de Llibertats Civils, Justícia i d'Afers Interiors. Després de la seva reelecció en 2009 es va convertir en vicepresident del Grup del PPE al Parlament Europeu. És substitut a la Comissió de Desenvolupament Regional, membre de la Delegació per a les Relacions amb l'Índia, substitut de la Delegació per a les Relacions amb els Països de la Comunitat Andina i suplent en la Subcomissió de Drets Humans.